# Municipio de Nelson (Dakota del Norte)
El municipio de Nelson (en inglés: Nelson Township) es un municipio ubicado en el condado de Barnes en el estado estadounidense de Dakota del Norte. En el año 2010 tenía una población de 57 habitantes y una densidad poblacional de 0,61 personas por km².

## Geografía
El municipio de Nelson se encuentra ubicado en las coordenadas 46°46′33″N 98°0′11″O / 46.77583, -98.00306. Según la Oficina del Censo de los Estados Unidos, el municipio tiene una superficie total de 93.3 km², de la cual 93,18 km² corresponden a tierra firme y (0,12 %) 0,11 km² es agua.

## Demografía
Según el censo de 2010, había 57 personas residiendo en el municipio de Nelson. La densidad de población era de 0,61 hab./km². De los 57 habitantes, el municipio de Nelson estaba compuesto por el 100 % blancos. Del total de la población el 1,75 % eran hispanos o latinos de cualquier raza.